# Sketchley
Sketchley – przysiółek w Anglii, w Leicestershire. W latach 1870–1872 osada liczyła 64 mieszkańców.